# Tearin' Loose
Pour plus de détails, voir Fiche technique et Distribution.
Tearin' Loose est un film américain réalisé par Richard Thorpe, sorti en 1925.

## Synopsis
Le vieux Burns écrit à son neveu Wally Blake, qu'il n'a jamais vu, pour lui demander de prendre en charge son ranch. En chemin, Wally est accusé à tort d'un crime et jeté en prison. Matt Harris, grâce à la lettre qu'il a volée à Wally, se fait passer pour ce dernier et arrive au ranch accompagné de sa sœur Sally. Lorsque Wally arrive finalement au ranch, il trouve Harris en train de cambrioler le coffre-fort, mais Harris fait croire que c'est Wally le coupable. Plus tard, Wally et Harris se battent au bord d'un précipice et l'imposteur tombe et se tue. Wally arrive à rétablir son identité, et gagne l'affection de Sally.

## Fiche technique
- Titre original : Tearin' Loose
- Réalisation : Richard Thorpe
- Scénario : Frank L. Inghram[1]
- Photographie : William Marshall
- Production : Lester F. Scott Jr.
- Société de production : Action Pictures
- Société de distribution : Weiss Brothers Artclass Pictures
- Pays de production :  États-Unis
- Langue originale : anglais
- Format : noir et blanc — 35 mm — 1,37:1 — Film muet
- Genre : Western
- Durée : 5 bobines - 1 500 m
- Date de sortie 
  - États-Unis : 4 septembre 1925

## Distribution
- Wally Wales : Wally Blake
- Jean Arthur : Sally Harris
- Slim Whitaker : Matt Harris
- Alfred Hewston : Burns
- Polly Vann : Nora
- Harry Belmour : Stubb Green
- Bill Ryno : "le Philosophe"
- Vester Pegg : Jim, un vagabond
- Frank Ellis : "la Loi"